# Liste des orgues des Alpes-Maritimes
Cette page dresse la liste non exhaustive des orgues des Alpes-Maritimes.

## Nomenclature
| LOCALISATION           | LOCALISATION                              | ORGUES | ORGUES                                 | ORGUES              |
| Ville                  | Edifice                                   | Orgue de tribune | Orgue de chœur                         | Autre               |
| Antibes                | Cathédrale Notre-Dame-de-la-Platea        | Frédéric-Jean De Jungk (Toulouse)(1860),reconstruit par Yves Cabourdin en 1982                                           | Gonzalez-Saby 1975                     |                     |
| Beaulieu-sur-Mer       | Église du Sacré-Cœur                      | Curt Schwenkedel 1931, reconstruit par Yves Cabourdin en 1984                                                            |                                        |                     |
| Breil-sur-Roya         | Église Sancta Maria in Albis              | anonyme de 1863, restauré par Yves Cabourdin 1984                                                                        |                                        |                     |
| Cannes                 | Église Notre-Dame-de-Bon-Voyage           | Ernest Muhleisen (2009),                                                                                                 | Yves Cabourdin (Carcès) 1980           |                     |
| Cannes                 | Église Saint-Georges                      | Goll (Lucerne,Suisse)(1908)                                                                                              |                                        |                     |
| Cannes                 | Église Notre-Dame-d'Espérance             | Lingiardi Giacomo & Luigi (Pavie,Italie) 1856                                                                            |                                        |                     |
| Cannes                 | Église Notre-Dame-des-Pins                | Michel Merklin & Kuhn (Lyon) 1973                                                                                        |                                        |                     |
| Cannes                 | Temple de l'Église Réformée de France     | Saby (Saint-Uze, Drôme) 1974                                                                                             |                                        |                     |
| Clans                  | Collégiale Notre-Dame-de-la-Nativité      | Honoré Grinda1792, restauré par Yves Cabourdin 1982                                                                      |                                        |                     |
| Contes                 | Église Sainte-Madeleine                   | Frédéric Valoncini (Nice) 1874                                                                                           |                                        |                     |
| Grasse                 | Cathédrale Notre-Dame-du-Puy              | De Junkg (Toulouse) 1855, reconstruit en 1981 par Tamburini(Crema,Italie)                                                | Manufacture Provençale d'Orgues (1992) |                     |
| Grasse                 | École Maîtrisienne                        | Manufacture Provençale d'Orgues                                                                                          |                                        |                     |
| L'Escarène             | Église Saint-Pierre-ès-Liens              | Honoré et Antoine Grinda (Nice) 1791, restauré par Yves Cabourdin en 1984                                                |                                        |                     |
| Menton                 | Basilique Saint-Michel-Archange           | Merklin (1930) dans buffet de 1666                                                                                       |                                        |                     |
| Mougins                | Église paroissiale                        | Manufacture Provençale d'Orgues (1995)                                                                                   |                                        |                     |
| Nice                   | Cathédrale Sainte-Réparate                | Jean-Loup Boisseau (1974) Opus,                                                                                          | Florentin Martella (XXe)               | Salle de Répétition |
| Nice                   | Conservatoire National de Région          | Manufacture Provençale d'Orgues (2001)                                                                                   | Bernard Aubertin (2006)                |                     |
| Nice                   | Eglise Saint Barthélémy                   | Federico Valoncini (1868)                                                                                                |                                        |                     |
| Nice                   | Église Saint-Étienne                      | Henri Fouilleul (1985)                                                                                                   |                                        |                     |
| Nice                   | Église Saint-Paul                         | Schwenkedel (1964) | Schwenkedel (1964)                     |                     |
| Nice                   | Église de la Miséricorde                  | Martella (XXe) |                                        |                     |
| Nice                   | Église Saint-Pierre-de-l'Ariane           | François Delangue (2003)                                                                                                 |                                        |                     |
| Nice                   | Église Saint-Roch                         | Manufacture Provençale d'Orgues (1983)                                                                                   |                                        |                     |
| Nice                   | Église Sainte-Hélène                      | Manufacture Provençale d'Orgues (1978)                                                                                   |                                        |                     |
| Saorge                 | Église Saint-Sauveur                      | Giacomo e Luigi Lingiardi (1847)                                                                                         |                                        |                     |
| Saint-Étienne-de-Tinée | Église Saint-Étienne                      | Agati frères de Pistoia (1829)                                                                                           |                                        |                     |
| Sospel                 | Église Saint-Michel                       | Agati frères de Pistoia (1843)                                                                                           |                                        |                     |
| Tende                  | Église Notre-Dame-de-l'Assomption         | Giuseppe Serassi II (1807)                                                                                               |                                        |                     |
| Vence                  | ancienne cathédrale Nativité-de-la-Vierge | Valoncini (Nice) 1872, restauré par Philippe Hartmann en 1980                                                            |                                        |                     |
| Villefranche-sur-Mer   | Église Saint-Michel                       | Antoine & Honoré Grinda 1790, reconstruit en 1982 par Giroud (Grenoble)dans le buffet originel de Jean-Antoine Mangiapan |                                        |                     |